# 카타르의 재외공관 목록

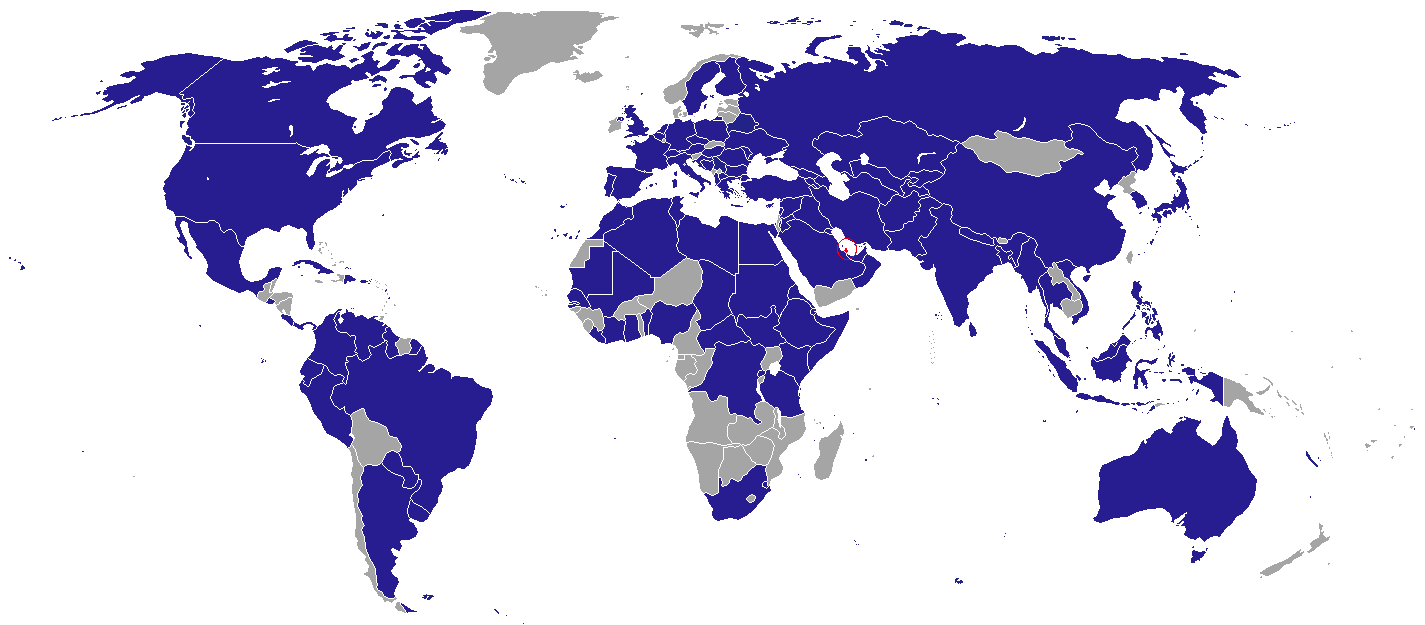
카타르의 재외공관

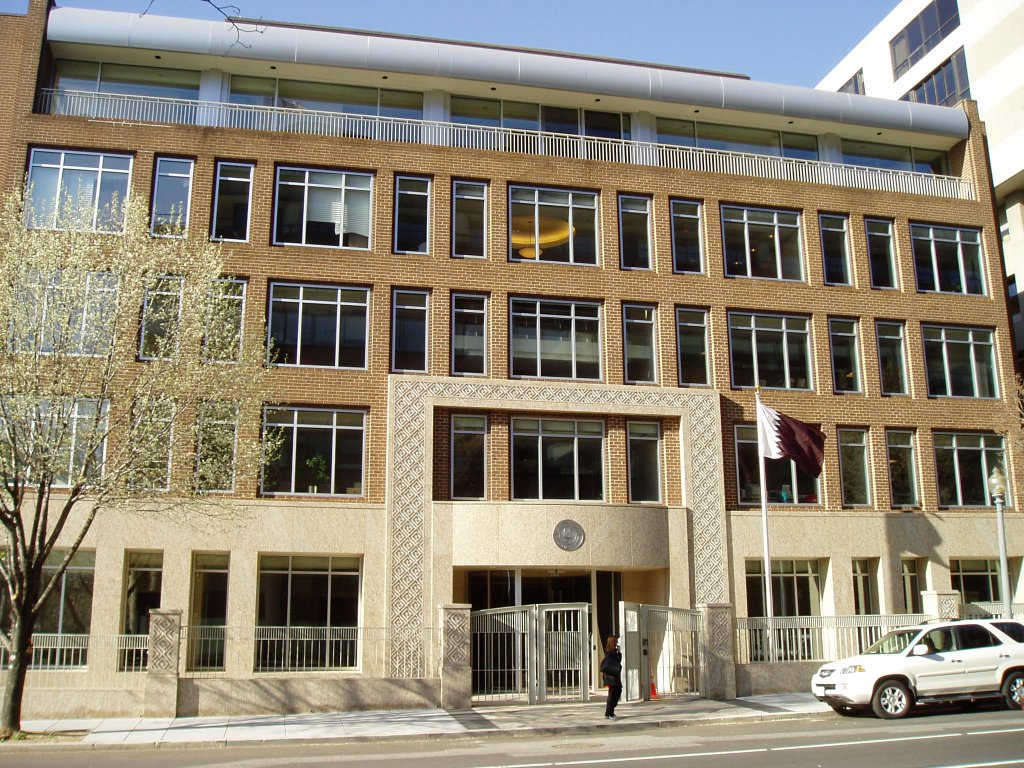
워싱턴 D.C. 주재 카타르 대사관

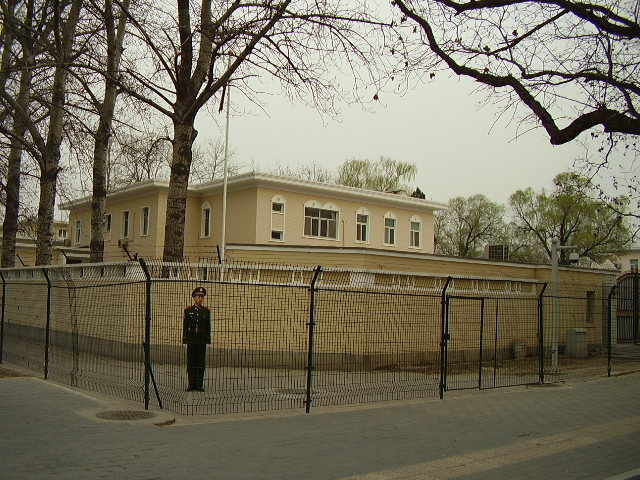
베이징 주재 카타르 대사관

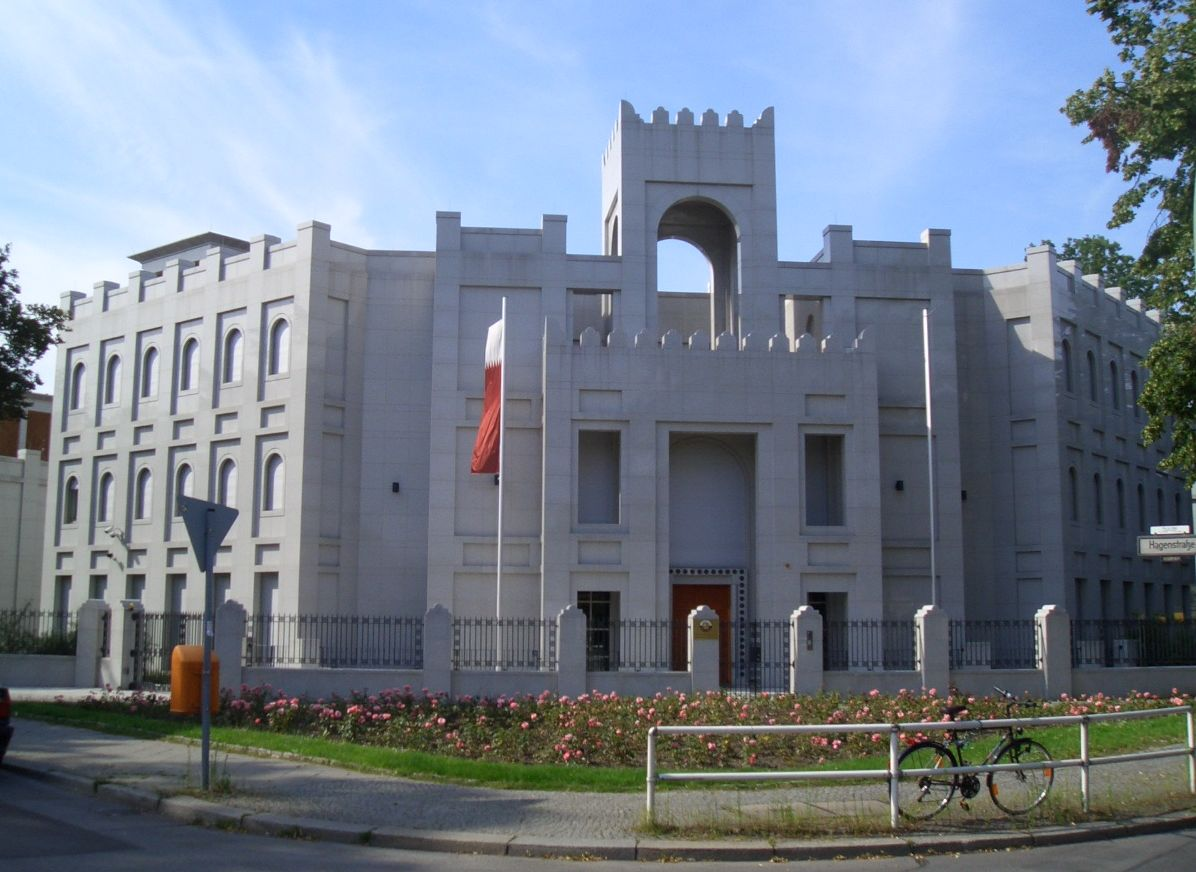
베를린 주재 카타르 대사관

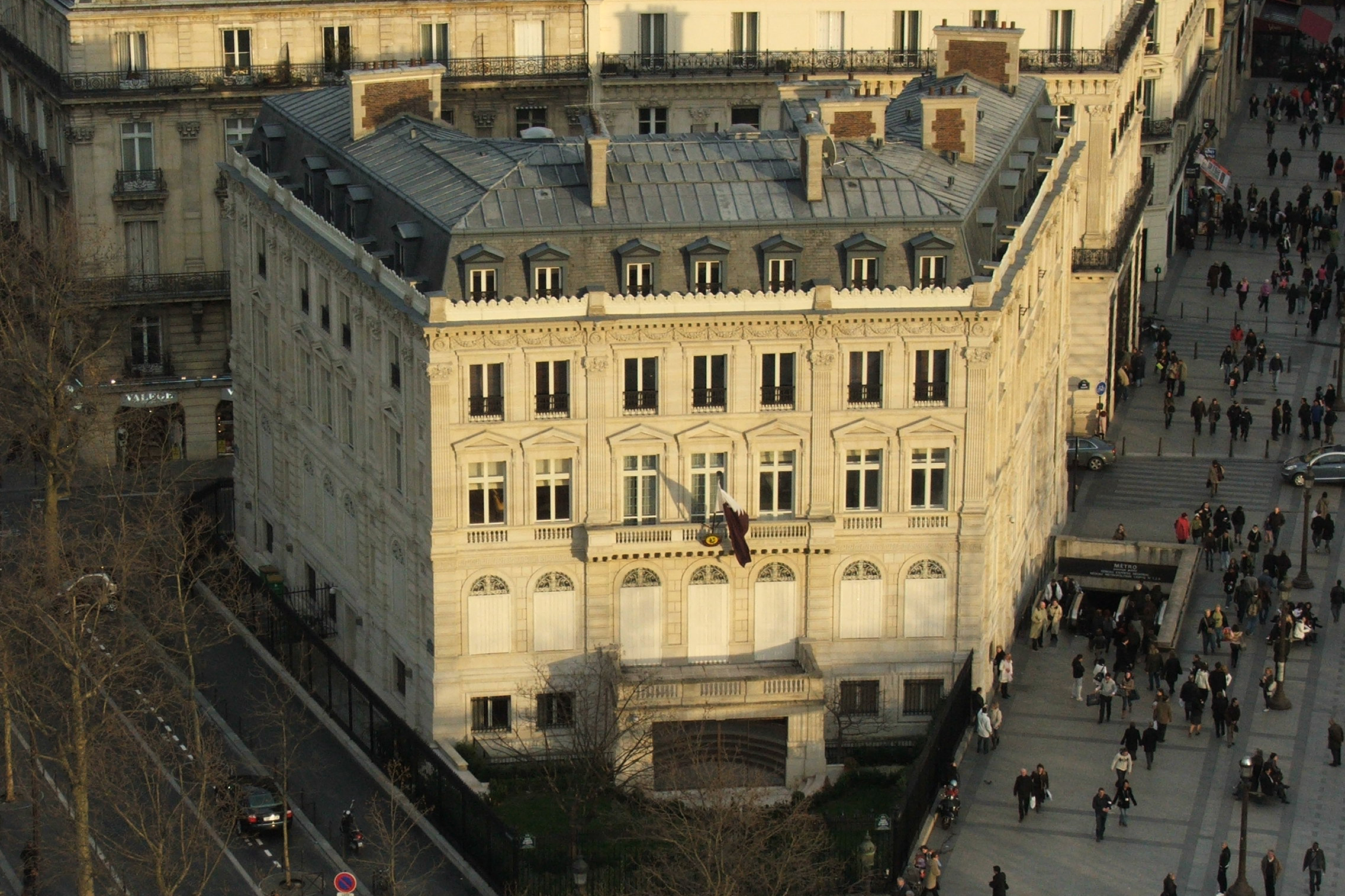
파리 주재 카타르 대사관

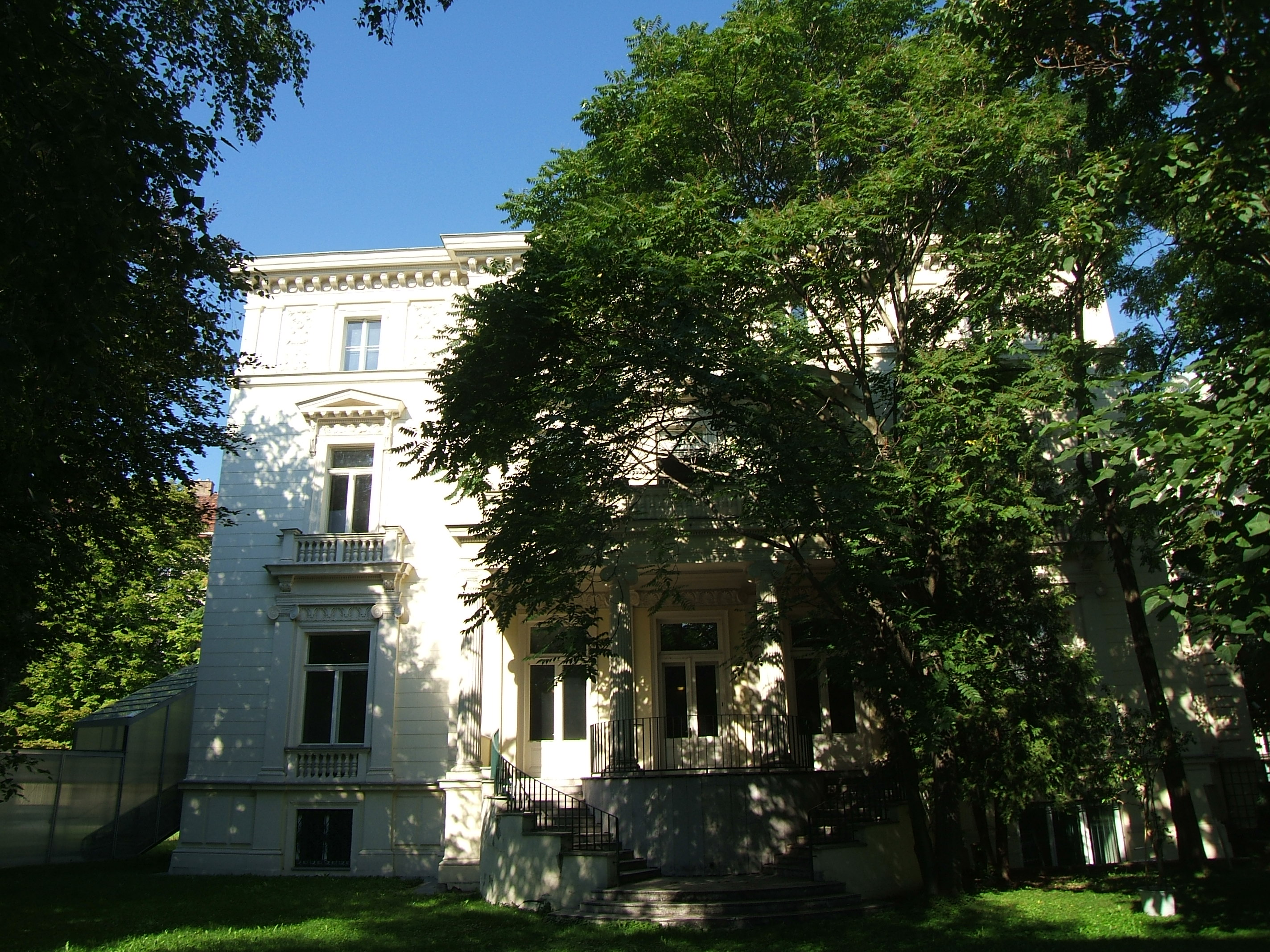
빈 주재 카타르 대사관

카타르의 재외공관 목록은 카타르 주재 대사관을 각국에 상주시켜 놓는 것을 의미하며 카타르의 재외공관을 나열한 목록이다.

## 아프리카
- 알제리 : 알제 (대사관)
- 베냉 : 포르토노보 (대사관)
- 중앙아프리카 공화국 : 방기 (대사관)
- 차드 : 은자메나 (대사관)
- 코모로 : 모로니 (대사관)
- 지부티 : 지부티 (대사관)
- 이집트 : 카이로 (대사관)
- 에리트레아 : 아스마라 (대사관)
- 에티오피아 : 아디스아바바 (대사관)
- 감비아 : 반줄 (대사관)
- 케냐 : 나이로비 (대사관)
- 라이베리아 : 몬로비아 (대사관)
- 리비아 : 트리폴리 (대사관), 벵가지 (총영사관)
- 모리타니 : 누악쇼트 (대사관)
- 모로코 : 라바트 (대사관)
- 나이지리아 : 아부자 (대사관)
- 세네갈 : 다카르 (대사관)
- 소말리아 : 모가디슈 (대사관)
- 남아프리카 공화국 : 프리토리아 (대사관)
- 남수단 : 주바 (대사관)
- 수단 : 하르툼 (대사관)
- 에스와티니 : 음바바네 (대사관)
- 탄자니아 : 다르에스살람 (대사관)
- 튀니지 : 튀니스 (대사관)

## 아메리카
- 아르헨티나 : 부에노스아이레스 (대사관)
- 브라질 : 브라질리아 (대사관)
- 캐나다 : 오타와 (대사관)
- 콜롬비아 : 보고타 (대사관, 개관 예정)
- 코스타리카 : 산호세 (대사관)
- 쿠바 : 아바나 (대사관)
- 도미니카 공화국 : 산토도밍고 (대사관)
- 에콰도르 : 키토 (대사관)
- 엘살바도르 : 산살바도르 (대사관)
- 멕시코 : 멕시코시티 (대사관)
- 파나마 : 파나마시티 (대사관)
- 파라과이 : 아순시온 (대사관)
- 페루 : 리마 (대사관)
- 미국 : 워싱턴 D.C. (대사관), 휴스턴 (총영사관), 뉴욕 (총영사관)
- 우루과이 : 몬테비데오 (대사관)
- 베네수엘라 : 카라카스 (대사관)

## 아시아
- 아제르바이잔 : 바쿠 (대사관)
- 바레인 : 마나마 (대사관)
- 방글라데시 : 다카 (대사관)
- 브루나이 : 반다르스리브가완 (대사관)
- 중화인민공화국 : 베이징시 (대사관), 홍콩 (총영사관)
- 조지아 : 트빌리시 (대사관)
- 인도 : 뉴델리 (대사관), 뭄바이 (총영사관)
- 인도네시아 : 자카르타 (대사관)
- 이란 : 테헤란 (대사관)
- 일본 : 도쿄도 (대사관)
- 요르단 : 암만 (대사관)
- 카자흐스탄 : 아스타나 (대사관)
- 대한민국 : 서울특별시 (대사관)
- 쿠웨이트 : 쿠웨이트시티 (대사관)
- 키르기스스탄 : 비슈케크 (대사관)
- 레바논 : 베이루트 (대사관)
- 말레이시아 : 쿠알라룸푸르 (대사관)
- 미얀마 : 양곤 (대사관)
- 네팔 : 카트만두 (대사관)
- 오만 : 무스카트 (대사관)
- 파키스탄 : 이슬라마바드 (대사관), 카라치 (총영사관)
- 팔레스타인 : 가자 (대표부 사무소)
- 필리핀 : 마닐라 (대사관)
- 사우디아라비아 : 리야드 (대사관), 지다 (총영사관)
- 싱가포르 : 싱가포르 (대사관)
- 스리랑카 : 콜롬보 (대사관)
- 시리아 : 다마스쿠스 (대사관)
- 타지키스탄 : 두샨베 (대사관)
- 태국 : 방콕 (대사관)
- 튀르키예 : 앙카라 (대사관), 이스탄불 (총영사관)
- 아랍에미리트 : 아부다비 (대사관), 두바이 (총영사관)
- 베트남 : 하노이 (대사관)
- 예멘 : 사나 (대사관)

## 유럽
- 알바니아 : 티라나 (대사관)
- 오스트리아 : 빈 (대사관)
- 벨기에 : 브뤼셀 (대사관)
- 보스니아 헤르체고비나 : 사라예보 (대사관)
- 불가리아 : 소피아 (대사관)
- 크로아티아 : 자그레브 (대사관)
- 키프로스 : 니코시아 (대사관)
- 프랑스 : 파리 (대사관)
- 독일 : 베를린 (대사관)
- 그리스 : 아테네 (대사관)
- 헝가리 : 부다페스트 (대사관)
- 이탈리아 : 로마 (대사관)
- 북마케도니아 : 스코페 (대사관)
- 몰도바 : 키시너우 (대사관)
- 네덜란드 : 헤이그 (대사관)
- 폴란드 : 바르샤바 (대사관)
- 포르투갈 : 리스본 (대사관)
- 루마니아 : 부쿠레슈티 (대사관)
- 러시아 : 모스크바 (대사관)
- 세르비아 : 베오그라드 (대사관)
- 스페인 : 마드리드 (대사관)
- 스웨덴 : 스톡홀름 (대사관)
- 스위스 : 베른 (대사관)
- 우크라이나 : 키예프 (대사관)
- 영국 : 런던 (대사관)

## 오세아니아
- 오스트레일리아 : 캔버라 (대사관)

## 대표부
- EU 카타르 정부 대표부 : 브뤼셀
- UN 카타르 정부 대표부 : 제네바, 뉴욕
- 아랍 연맹 카타르 정부 대표부 : 카이로

## 같이 보기
- 카타르 주재 외국공관 목록